# Denis Cordonnier
Denis Cordonnier, né le 30 septembre 1893 à Saint-Amand-les-Eaux (Nord) et mort le 5 octobre 1952 à Paris (Seine) est un homme politique français.

## Biographie

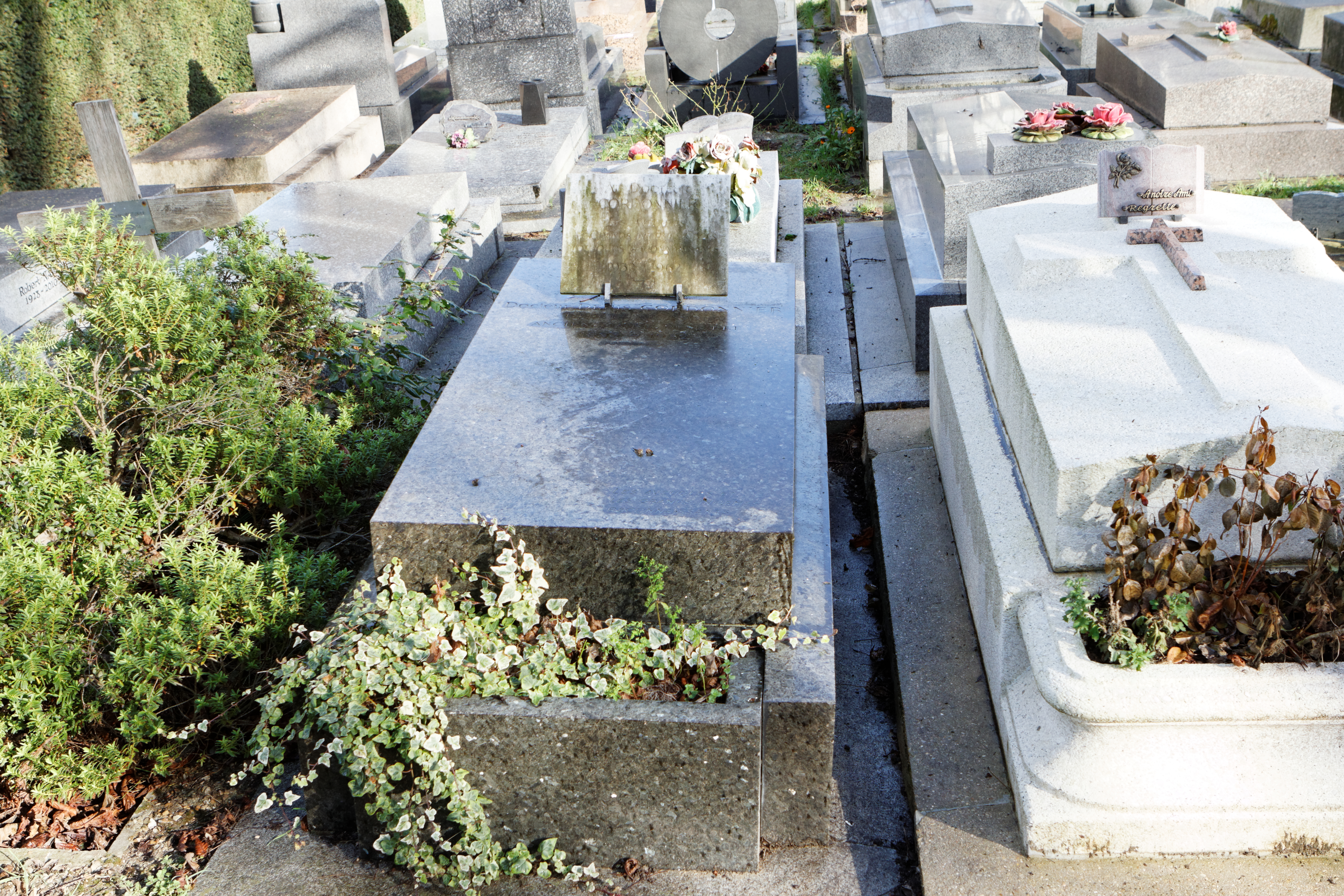
Tombe de Denis Cordonnier au cimetière du Père-Lachaise (division 84).

Denis Cordonnier effectue de brillantes études aux lycées de Valenciennes et de Lille puis à la faculté de médecine de cette ville.
Mobilisé comme médecin auxiliaire, il fait toute la guerre de 1914-1918 au front. Blessé, il est deux fois cité à l'ordre de l'armée.
Il commence une carrière politique locale : élu conseiller municipal de Lille aux élections de 1929, il devient adjoint au maire de Roger Salengro, chargé de l'hygiène et de la santé après celles de 1935 puis conseiller général du Canton de Lille-Est en 1937.
À nouveau mobilisé en 1939 comme médecin, fait prisonnier à Calais en mai 1940, libéré en sa qualité de sanitaire, il participe immédiatement à la lutte contre l'occupant et le régime de Vichy. Il est nommé maire de Lille le 2 septembre 1944 par le comité départemental de Libération du Nord, présidé par Augustin Laurent.
Son prédécesseur à la mairie, Paul Dehove, nommé par le préfet et confirmé par Pétain en 1941, a démissionné en déclarant : « Le maire de la période de la défaite et de l'occupation, de la contrainte et des restrictions...ne saurait être le maire de la Libération, du débordement d'allégresse et de l'euphorie générale ». En réalité, les années qui suivent la Libération seront des années difficiles , le ravitaillement ne redevient normal qu'en 1948.
Il conserve ce mandat à la suite des élections municipales d'avril-mai 1945 : après avoir dirigé une liste socialiste homogène au premier tour, il conduit une liste d'union de la gauche pour le second tour. En septembre de la même année il retrouve son siège de conseiller général du Canton de Lille-Est et les électeurs lui maintiendront leur confiance lors du renouvellement de mars 1949. En revanche en octobre 1947, il devient conseiller municipal minoritaire de Lille, le RPF ayant conquis la mairie dès le premier tour.
Aux élections du 21 octobre 1945 pour la première Assemblée nationale Constituante, son parti le désigne comme second d'Augustin Laurent dans la 2e circonscription du Nord. Il est réélu régulièrement jusqu'en 1952.
Le 7 octobre 1952, le président Édouard Herriot annonce son décès à l'Assemblée nationale et prononce son éloge funèbre.
Il est inhumé au cimetière du Père-Lachaise dans la 84e division.